# Rhodri Morgan
Hywel Rhodri Morgan (29 de setembro de 1939 - 17 de maio de 2017) foi um político do Trabalho Galês que foi o Primeiro Ministro do País de Gales e o Líder do Trabalho Galês de 2000 a 2009. Ele também foi Membro da Assembleia de Cardiff West de 1999 a 2011 e o Membro do Parlamento por Cardiff West de 1987 a 2001. Ele foi, em 2018, o primeiro-ministro do País de Gales com mais tempo de serviço. Ele foi eleito Chanceler da Swansea University em 24 de outubro de 2011

## Juventude e educação
Nascido em Cardiff, Hywel Rhodri Morgan era filho do professor TJ Morgan e irmão do historiador Prys Morgan. Seu primo de segundo grau é o professor Garel Rhys .
Morgan foi educado na Whitchurch Grammar School (que se fundiu com a Whitchurch County Secondary School para se tornar a abrangente Whitchurch High School em 1968) em Whitchurch, Cardiff; St John's College, Oxford, graduando-se em PPE em 1961; e a Universidade de Harvard, onde obteve um mestrado em governo em 1963.

## Carreira

### Início de carreira
Antes de entrar na política, Morgan trabalhou como oficial de pesquisa no governo local e central de 1965 a 1971, consultor econômico do Departamento de Comércio e Indústria de 1972 a 1974 e Diretor de Desenvolvimento Industrial do Conselho do Condado de South Glamorgan de 1974 a 1980. Ele em seguida, atuou como chefe do escritório da Comunidade Europeia no País de Gales de 1980 a 1987. Ele também foi tutor da Workers 'Educational Association entre 1963 e 1965.

### Westminster
Morgan foi eleito Membro do Parlamento (MP) por Cardiff West em 1987. De 1988 a 1994, ele foi porta-voz do Shadow Environment. Ele também foi presidente do Comitê Selecionado de Administração Pública da Câmara dos Comuns (1997–1999), e Porta-voz da Frente da Oposição sobre Energia (1988–92) e Assuntos Galeses (1992–1997). Ele renunciou à Câmara dos Comuns nas Eleições Gerais de 2001 .

### Assembleia Nacional do País de Gales

#### Primeira montagem (1999)
Um defensor comprometido da devolução do Galês, Morgan contestou a posição do candidato do Partido Trabalhista para o (então intitulado) Primeiro Secretário para o País de Gales. Ele perdeu para o então Secretário de Estado do País de Gales, Ron Davies. Davies foi então forçado a renunciar ao cargo após um suposto escândalo sexual, ao que Morgan novamente concorreu ao cargo. Seu oponente, Alun Michael, o novo Secretário de Estado do País de Gales, foi visto como um participante relutante, apesar de também ter um compromisso de longa data com a devolução do País de Gales, e foi amplamente considerado como a escolha da liderança do Partido Trabalhista no Reino Unido.

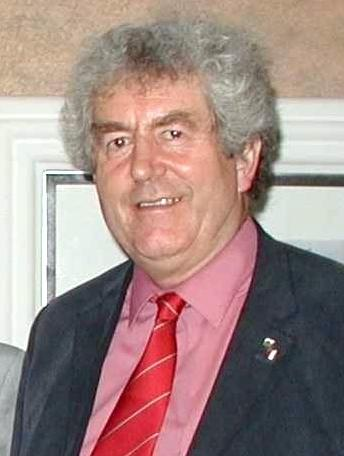
Rhodri Morgan

Michael foi devidamente eleito para a liderança, mas renunciou um pouco mais de um ano depois, em meio a ameaças de um voto de desconfiança iminente e alegada conspiração contra ele por membros não apenas de seu próprio partido, mas também de grupos da Assembleia e membros do Gabinete. Morgan, que serviu como Ministro de Desenvolvimento Econômico sob Michael,  tornou-se o novo nomeado do Trabalhismo para Primeiro Secretário, e foi eleito em fevereiro de 2000, tornando-se mais tarde Primeiro Ministro em 16 de outubro de 2000, quando o cargo foi renomeado. Ele também foi nomeado para o Conselho Privado em julho de 2000.  Morgan renunciou à Câmara dos Comuns nas Eleições Gerais de 2001.
A liderança de Morgan foi caracterizada por uma disposição de se distanciar de uma série de aspectos da política do Partido Trabalhista do Reino Unido, particularmente em relação aos planos para introduzir escolha e competição nos serviços públicos, que ele argumentou que não se encaixam nas atitudes e valores galeses, e não seriam trabalhar efetivamente em um país menor e mais rural. Em um discurso feito em Swansea para o Centro Nacional de Políticas Públicas em novembro de 2002, Morgan declarou sua oposição aos hospitais de fundação (uma proposta trabalhista do Reino Unido) e se referiu à "água vermelha clara"  separa as políticas no País de Gales e em Westminster.

#### Segunda Assembleia (2003)

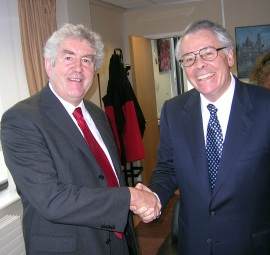
Rhodri Morgan encontra -se com o embaixador dos Estados Unidos, em 7 de Outubro de 2005, em Cardiff.

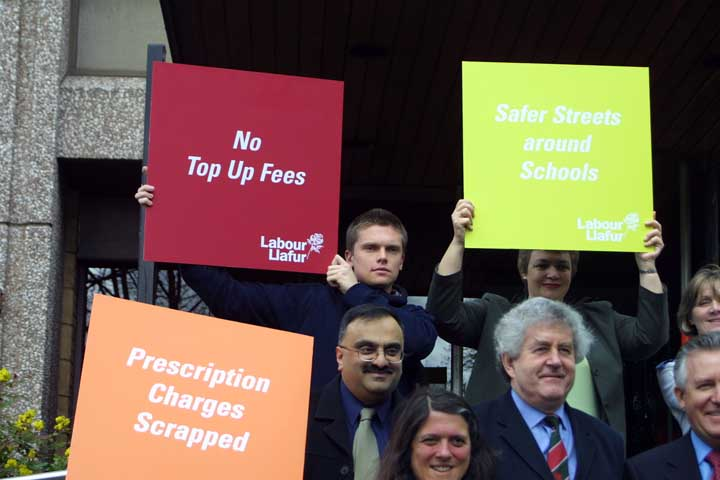
Rhodri Morgan em Campanha 2003

Em 1º de maio de 2003, o Trabalhismo sob a liderança de Morgan foi reeleito nas eleições da Assembleia . Morgan conseguiu ganhar assentos suficientes para formar uma administração somente trabalhista (a eleição foi realizada sob representação proporcional, e o Trabalhismo ganhou 30 dos 60 assentos na Assembleia e a maioria geral foi alcançada quando Dafydd Elis-Thomas AM foi eleito Presidente da Assembleia) e nomeou o seu gabinete em 9 de maio. Naquela eleição, o Trabalhismo recuperou facilmente todas as antigas fortalezas que perdeu para Plaid Cymru no auge da impopularidade de Alun Michael em 1999 .
Em vez de competição, Welsh Labor enfatizou a necessidade de colaboração entre os prestadores de serviços públicos.

#### Terceira Assembleia (2007)
O Partido Trabalhista foi o maior partido com 26 das 60 cadeiras, cinco abaixo da maioria geral. Após um mês de governo minoritário, Morgan assinou um acordo de coalizão (One Wales) com Ieuan Wyn Jones, líder do Plaid Cymru, em 27 de junho de 2007. Morgan se tornou o primeiro líder político moderno do País de Gales a liderar uma Assembleia com poderes para aprovar legislação primária (sujeito ao consentimento de Westminster).

#### Aposentadoria
Em julho de 2005, Morgan anunciou sua intenção de liderar o Partido Trabalhista Galês nas eleições gerais de 2007, mas se aposentou como líder e primeiro ministro em 2009, quando faria 70 anos. Em seu 70º aniversário (29 de setembro), ele definiu a data exata imediatamente após a sessão de orçamento da Assembleia em 8 de dezembro de 2009. conselheiro geral Carwyn Jones, a ministra da Saúde Edwina Hart e Merthyr Tydfil e Rhymney AM Huw Lewis entraram em um concurso de liderança para eleger um novo líder trabalhista no País de Gales. Em 1 de dezembro de 2009, o vencedor foi declarado como Carwyn Jones, que assumiu o cargo de primeiro-ministro em 10 de dezembro de 2009. Morgan permaneceu como um backbench AM até abril de 2011, quando a terceira Assembleia foi dissolvida antes das eleições gerais em 5 de maio de 2011.

## Vida pessoal
Em 1967, ele se casou com Julie Morgan (nascida Edwards), que mais tarde foi MP Trabalhista de Cardiff North entre 1997 e 2010. O casal morava em Michaelston-le-Pit (um vilarejo situado fora de seus constituintes) e eram patronos da British Humanist Association. Eles tiveram um filho e duas filhas.
Em julho de 2007, Morgan foi internado em um hospital onde foi submetido a uma cirurgia cardíaca. Mesmo que ele tenha deixado o hospital em uma semana, os médicos disseram que ele não estaria totalmente recuperado em algumas semanas.

## Morte
Morgan desmaiou na noite de 17 de maio de 2017 enquanto andava de bicicleta na Cwrt yr Ala Road, Wenvoe, perto de sua casa. A polícia e os paramédicos foram chamados ao local e ele foi declarado morto. Ele tinha 77 anos.
A família de Morgan realizou um funeral para ele na Assembleia Galesa em 31 de maio, que foi aberto ao público por ordem de chegada, bem como transmitido em telas fora do Senedd e online. Seu funeral foi o primeiro funeral nacional galês, semelhante a um funeral de estado, bem como o primeiro funeral nacional liderado por um celebrante humanista . A cerimônia foi conduzida pela amiga de Morgan e ex-colega do Trabalho Galês Lorraine Barrett. Após o funeral nacional, uma cerimônia de entrega foi realizada na capela Wenallt do Thornhill Crematorium em Cardiff.

## Graus honorários
Morgan recebeu vários títulos honorários por seus serviços ao Reino Unido.
Ele também foi nomeado Chanceler da Swansea University em 2011, cargo que ocupou até sua morte. Ele tinha ligações estreitas com a Universidade, pois seus pais se formaram nela na década de 1920 e seu pai e irmão também lecionavam lá.

## Referencia
1. ↑  Hannan, Patrick (18 de maio de  2017). «Rhodri Morgan obituary». The Guardian. The Guardian. Consultado em 6 de outubro de 2020
2. ↑  Hannan, Patrick (18 de maio de 2017). «Rhodri Morgan obituary». The Guardian. Consultado em 6 de outubro de 2020
3. ↑  «Morgan made privy councillor». BBC News. 24 de julho de 2000. Consultado em 6 de outubro de 2020
4. ↑  «Clear Red Water: Rhodhri Morgan's speech to the National Centre for Public Policy Swansea». Socialist Health Association. 11 de Dezembro de 2002. Consultado em 6 de Outubro de 2020
5. ↑  «New Labour 'attack' under fire(Novo Trabalhista 'ataque' sob fogo)». BBC News. 11 de Dezembro de 2002. Consultado em 6 de Outubro de 2020
6. ↑  «Making the Connections». Welsh Assembly Government. 3 de abril de 2009. Consultado em 1 de Outubro de 2009
7. ↑  «Former first minister Rhodri Morgan dies». BBC News. 18 de maio de 2007. Consultado em 6 de Outubro de 2020
8. ↑  «Public humanist funeral for Rhodri Morgan at National Assembly for Wales». Humanists UK. 31 de maio de 2017. Consultado em 6 de Outubro de 2020
9. ↑  «Rhodri Morgan funeral to be held at the Senedd, Cardiff». BBC Wales News. 31 de maio de 2017. Consultado em 31 de maio de 2017
10. ↑  «Rhodri Morgan becomes Swansea University chancellor». BBC News Online. Consultado em 25 de Outubro de 2011